# 颱風康妮 (2007年)
颱風康妮 （國際編號：0701，聯合颱風警報中心：01W，是2007年太平洋颱風季的一個熱帶氣旋。
「康妮」這個名字是由柬埔寨所提供，是該國傳說中一名漂亮的少女的名字。

## 發展過程
一低壓區於3月31日晚上在楚克以東約390公里增強為熱帶低氣壓，初時向西北偏西移動。熱帶低氣壓於翌日早上增強為熱帶風暴，命名為康妮，4月2日，熱帶風暴康妮進一步增強為強烈熱帶風暴並轉向西北移動。
4月3日早上，康妮增強為一颱風，強度於晚間達到顛峰，風速達每小時150公里。颱風康妮於當晚開始受到乾燥氣流及低水溫影響，減弱為強烈熱帶風暴並轉向東北移動。康妮於4月5日減弱為熱帶風暴，4月6日在硫磺島以東約1360公里轉化為溫帶氣旋。

## 外部連結
- （英文）https://web.archive.org/web/20090826230250/http://metocph.nmci.navy.mil/jtwc.php 聯合颱風警報中心首頁
- （日語）http://www.jma.go.jp/jma/index.html （页面存档备份，存于） 日本氣象廳首頁
- （繁體中文）http://www.cwb.gov.tw （页面存档备份，存于） 中央氣象局首頁